# Ким Хук
Ким Хук (род. 19 июля 1972) — южнокорейский дзюдоист, победитель и призёр международных турниров, чемпион мира среди студентов, победитель летней Универсады, чемпион мира и Азиатских игр.

## Карьера
Выступал в суперлёгкой (до 60 кг) и полулёгкой (до 66 кг) весовых категориях. В 1994 году победил на чемпионате мира среди студентов в Мюнстере и выиграл золото летних Азиатских игр в Хиросиме. В 1995 году Ким стал победителем летней Универсиады в городе Фукуока. В 1997 году победил на чемпионате мира в Париже.